# 曼島警察
曼島警察（英語：Isle of Man Constabulary）是曼島的警隊。年度預算為1500萬英鎊。

## 概述
曼島警察有大約236名警員。由於曼島不是聯合王國的一部分，因此曼島警察向曼島內政部長負責。儘管如此，曼島警察還是自願接受英格蘭和威爾斯的英王陛下警察監察局(HMIC)的檢查。
曼島警察分為四個鄰里警務小組(NPT)。每個NPT均由與當地社區建立夥伴關係的檢察員控制，以幫助解決影響當地的問題。
曼島警察的總部位於曼島首府道格拉斯。
曼島警察的武器通常為克拉克手槍以及HK416突擊步槍。